# Wang Yongfeng
Wang Yongfeng (chinois simplifié : 王勇峰, pinyin : Wáng Yŏngfēng) est un alpiniste chinois né en 1963 dans le district de Jining en Mongolie-Intérieure. Il intègre l'Institut de géologie de Wuhan en 1980. Wang Yongfeng et Li Zhixin （李致新）  forment le premier couple chinois à compléter la liste des sept sommets le 23 juin 1999.